# Copa de Campeones de Europa 1957-58
La Copa de Campeones de Europa 1957-58 fue la 3.ª edición de la Copa de Clubes Campeones Europeos de fútbol, conocida como Copa de Europa, organizada por la Unión de Asociaciones Europeas de Fútbol (UEFA). En ella participaron un total de veinticuatro equipos, representantes de 23 federaciones nacionales diferentes tras incorporarse las de Irlanda, Irlanda del Norte y la República Democrática Alemana y no permitirse la contienda de Turquía al no tener un campeonato unificado en el país.
Se disputó entre los meses de octubre de 1957 y mayo de 1958, con la participación inicial de 24 equipos. De nuevo España estuvo representada por partida doble merced al carácter de poseer nuevamente al campeón vigente y acceder el Sevilla como subcampeón del campeonato de liga, ganado también por el Real Madrid.
Esta tercera edición se recuerda por el desastre aéreo de Múnich, en el que perdieron la vida en un accidente aéreo y entre muchos otros pasajeros ocho jugadores del Manchester United cuando se trasladaban de vuelta a Inglaterra tras la disputa del partido de vuelta de los cuartos de final en Belgrado frente al Estrella Roja.
Ganó la competición, por tercera vez consecutiva, el Real Madrid, que derrotó en la final de Bruselas al Milan tras una disputada prórroga; en los 90 minutos el conjunto milanista estuvo 2 veces por delante en el marcador.
Se marcaron 105 tantos en 29 encuentros, lo que da una media de 3,62 goles por partido.
Siete equipos debutaron en una ya consolidada competición. El Vasas húngaro tuvo la mejor actuación de un debutante, pues alcanzó las semifinales.

## Desarrollo

### Participantes
Tras dos ediciones la competición se encontraba plenamente asentada y reconocida en el calendario futbolístico de Europa y era ampliamente considerada como la más prestigiosa a nivel de clubes, especialmente si se la comparaba con la única a misma escala internacional en el Viejo Continente, la Copa de Ciudades en Ferias, la cual a duras penas había conseguido finalizar la primera fase de grupos, en disputa desde 1955. A ella seguían pues agregándose nuevas federaciones bajo la normativa establecida para su participación en el torneo. Tras la inclusión del Shamrock Rovers irlandés, del Glenavon norirlandés y del Erzgebirge germano-oriental, se conformó un calendario con ronda previa clasificatoria para los veinticuatro equipos. De ellas se clasificaron ocho que se unieron al club campeón vigente y otros siete equipos, exento el primero por su condición de dicha eliminatoria previa y por sorteo los restantes, para la disputa de la fase final de dieciséis contendientes.
Los resultados en ediciones anteriores y en los campeonatos nacionales señalaban a España, Inglaterra e Italia como los rivales a batir. En cambio, se registraron las ausencias del campeón albanés, Partizani, del Kuopion Palloseura finlandés, del Olympiakós griego, del Valur islandés, del Fredrikstad noruego y del quizá más reconocible equipo soviético Spartak de Moscú por incomparecencia de sus federaciones, sin que fuese notable ninguna de ellas.
Los ya mencionados Wismut, Shamrock Rovers y Glenavon debutaban en la competición, uniéndose al Vasas, al Sport Lisboa e Benfica, al Stade Dudelange y al Saint-Étienne como los siete equipos aspirantes por primera vez al título de campeón de Europa. En cuanto al resto, eran el Real Madrid español, el Århus danés y el Rapid Viena austríaco quienes sumaban más participaciones con tres, las mismas que ediciones hasta la fecha se habían disputado.
Nota: indicados en negrita equipos que participaron en la fase final del torneo. Nombres y banderas según la época.
| Equipos participantes | | |
| Octavos de final | Fase preliminar | Fase preliminar |
| Real Madrid Club de Fútbol Royal Antwerp Football Club Ballspielverein Borussia Amsterdamsche Football Club Ajax Casa Centrală a Armatei București Idrottsföreningen Kamraterna Norrköping Berner Sport Club Young Boys Vojenská Tělovýchovná Jednota Dukla Praha | Associazione Calcio Milan Sevilla Club de Fútbol Manchester United Football Club Sportklub Rapid Wien Århus Gymnastik Forening Budapesti Vasas Sport Clubja Rangers Football Club Association Sportive de Saint-Étienne | Sport Lisboa e Benfica Sportclub Wismut Karl-Marx-Stadt Fudbalski Klub Crvena Zvezda Stade Dudelange Shamrock Rovers Football Club Glenavon Football Club Warszawski Klub Sportowy Gwardia Warszawa Centralen Dom na Narodnata Armiya Sofiya |

### Incidencias
En la edición se registró un récord de goles en la eliminatoria entre el Estrella Roja y el Stade Dudelange con un 14-1 global, trece goles de diferencia, favorable a los yugoslavos. Superó en tres goles y uno de diferencia a la eliminatoria entre el Manchester United y el Anderlecht de la temporada anterior.

## Ronda previa
El 23 de julio de 1957 se realizó el sorteo de la ronda preliminar en París y se estableció como fecha límite el 30 de septiembre para la finalización de las llaves. Al igual que la temporada anterior hubo de disputarse una fase preliminar para cuadrar el calendario de la fase final de dieciséis equipos. En ella hubieron de disputarse dos partidos de desempate para resolver las eliminatorias igualadas. Destaca la producida entre el Gwardia de Varsovia y el Wismut, que se resolvió por sorteo tras finalizar con un nuevo empate y no haber suficientemente luz para continuar. Fue la primera vez que se producía el hecho en la competición, circunstancia que tuvo un sucedente en la Campeonato de Europa de Naciones 1968.
| Equipo Local Ida          | Resultado | Equipo Visitante Ida         | Ida   | Vuelta | Desempate |
| ------------------------- | --------- | ---------------------------- | ----- | ------ | --------- |
| Sevilla C. F.             | 3 - 1     | S. L. Benfica                | 3 - 1 | 0 - 0  |           |
| Århus G. F.               | 3 - 0     | Glenavon F. C.               | 0 - 0 | 3 - 0  |           |
| W. K. S. Gwardia Warszawa | 4 - 4     | S. C. Wismut Karl-Marx-Stadt | 3 - 1 | 1 - 3  | 1 - 1     |
| CDNA Sofiya               | 3 - 7     | Budapesti Vasas S. C.        | 2 - 1 | 1 - 6  |           |
| Shamrock Rovers F. C.     | 2 - 9     | Manchester United F. C.      | 0 - 6 | 2 - 3  |           |
| Stade Dudelange           | 1 - 14    | F. K. Crvena Zvezda          | 0 - 5 | 1 - 9  |           |
| Rangers F. C.             | 4 - 3     | A. S. Saint-Étienne          | 3 - 1 | 1 - 2  |           |
| A. C. Milan               | 6 - 6     | S. K. Rapid Wien             | 4 - 1 | 2 - 5  | 4 - 2     |

## Fase final

### Eliminatorias
|  | Octavos de final                                                                 | Octavos de final                                                                 | Octavos de final                                                                 | Octavos de final                                                                 |   |                   | Cuartos de final                                                                     | Cuartos de final                                                                     | Cuartos de final                                                                     | Cuartos de final                                                                     |  |                   | Semifinales                                                                    | Semifinales                                                                    | Semifinales                                                                    | Semifinales                                                                    |  |                    | Final                                          | Final                                          |  |
|  | 31 de oct. al 27 de nov. de 1957 (ida) 23 de nov. al 11 de dic. de 1957 (vuelta) | 31 de oct. al 27 de nov. de 1957 (ida) 23 de nov. al 11 de dic. de 1957 (vuelta) | 31 de oct. al 27 de nov. de 1957 (ida) 23 de nov. al 11 de dic. de 1957 (vuelta) | 31 de oct. al 27 de nov. de 1957 (ida) 23 de nov. al 11 de dic. de 1957 (vuelta) |   |                   | 11 de enero al 12 de febrero de 1958 (ida) 5 de feb. al 26 de marzo de 1958 (vuelta) | 11 de enero al 12 de febrero de 1958 (ida) 5 de feb. al 26 de marzo de 1958 (vuelta) | 11 de enero al 12 de febrero de 1958 (ida) 5 de feb. al 26 de marzo de 1958 (vuelta) | 11 de enero al 12 de febrero de 1958 (ida) 5 de feb. al 26 de marzo de 1958 (vuelta) |  |                   | 2 de abril y 8 de mayo de 1958 (ida) 16 de abril y 14 de mayo de 1958 (vuelta) | 2 de abril y 8 de mayo de 1958 (ida) 16 de abril y 14 de mayo de 1958 (vuelta) | 2 de abril y 8 de mayo de 1958 (ida) 16 de abril y 14 de mayo de 1958 (vuelta) | 2 de abril y 8 de mayo de 1958 (ida) 16 de abril y 14 de mayo de 1958 (vuelta) |  |                    | 28 de mayo de 1958 Estadio de Heysel, Bruselas | 28 de mayo de 1958 Estadio de Heysel, Bruselas |  |
|  |                                                                                  |                                                                                  |                                                                                  |                                                                                  |   |                   |                                                                                      |                                                                                      |                                                                                      |                                                                                      |  |                   |                                                                                |                                                                                |                                                                                |                                                                                |  |                    |                                                |                                                |  |
|  |                                                                                  |                                                                                  |                                                                                  |                                                                                  |   |                   |                                                                                      |                                                                                      |                                                                                      |                                                                                      |  |                   |                                                                                |                                                                                |                                                                                |                                                                                |  |                    |                                                |                                                |  |
|  | Royal Antwerp                                                                    | 1                                                                                | 0                                                                                | 1                                                                                |   |                   |                                                                                      |                                                                                      |                                                                                      |                                                                                      |  |                   |                                                                                |                                                                                |                                                                                |                                                                                |  |                    |                                                |                                                |  |
|  | Royal Antwerp                                                                    | 1                                                                                | 0                                                                                | 1                                                                                |   |                   |                                                                                      |                                                                                      |                                                                                      |                                                                                      |  |                   |                                                                                |                                                                                |                                                                                |                                                                                |  |                    |                                                |                                                |  |
|  | Real Madrid                                                                      | 2                                                                                | 6                                                                                | 8                                                                                |   |                   |                                                                                      |                                                                                      |                                                                                      |                                                                                      |  |                   |                                                                                |                                                                                |                                                                                |                                                                                |  |                    |                                                |                                                |  |
|  | Real Madrid                                                                      | 2                                                                                | 6                                                                                | 8                                                                                |   | Real Madrid       | 8                                                                                    | 2                                                                                    | 10                                                                                   |                                                                                      |  |                   |                                                                                |                                                                                |                                                                                |                                                                                |  |                    |                                                |                                                |  |
|  |                                                                                  |                                                                                  |                                                                                  |                                                                                  |   | Real Madrid       | 8                                                                                    | 2                                                                                    | 10                                                                                   |                                                                                      |  |                   |                                                                                |                                                                                |                                                                                |                                                                                |  |                    |                                                |                                                |  |
|  |                                                                                  |                                                                                  | Sevilla                                                                          | 0                                                                                | 2 | 2                 |                                                                                      |                                                                                      |                                                                                      |                                                                                      |  |                   |                                                                                |                                                                                |                                                                                |                                                                                |  |                    |                                                |                                                |  |
|  | Sevilla                                                                          | 4                                                                                | Sevilla                                                                          | 0                                                                                | 2 | 2                 | 0                                                                                    | 4                                                                                    |                                                                                      |                                                                                      |  |                   |                                                                                |                                                                                |                                                                                |                                                                                |  |                    |                                                |                                                |  |
|  | Sevilla                                                                          | 4                                                                                |                                                                                  |                                                                                  |   |                   |                                                                                      |                                                                                      |                                                                                      |                                                                                      |  |                   |                                                                                |                                                                                |                                                                                |                                                                                |  |                    |                                                |                                                |  |
|  | Århus                                                                            | 0                                                                                | 2                                                                                | 2                                                                                |   |                   |                                                                                      |                                                                                      |                                                                                      |                                                                                      |  |                   |                                                                                |                                                                                |                                                                                |                                                                                |  |                    |                                                |                                                |  |
|  | Århus                                                                            | 0                                                                                | 2                                                                                | 2                                                                                |   |                   |                                                                                      |                                                                                      |                                                                                      |                                                                                      |  | Real Madrid       | 4                                                                              | 0                                                                              | 4                                                                              |                                                                                |  |                    |                                                |                                                |  |
|  |                                                                                  |                                                                                  |                                                                                  |                                                                                  |   |                   |                                                                                      |                                                                                      |                                                                                      |                                                                                      |  | Real Madrid       | 4                                                                              | 0                                                                              | 4                                                                              |                                                                                |  |                    |                                                |                                                |  |
|  |                                                                                  |                                                                                  | Vasas                                                                            | 0                                                                                | 2 | 2                 |                                                                                      |                                                                                      |                                                                                      |                                                                                      |  |                   |                                                                                |                                                                                |                                                                                |                                                                                |  |                    |                                                |                                                |  |
|  | Karl-Marx-Stadt                                                                  | 1                                                                                | Vasas                                                                            | 0                                                                                | 2 | 2                 | 0                                                                                    | 1                                                                                    |                                                                                      |                                                                                      |  |                   |                                                                                |                                                                                |                                                                                |                                                                                |  |                    |                                                |                                                |  |
|  | Karl-Marx-Stadt                                                                  | 1                                                                                |                                                                                  |                                                                                  |   |                   |                                                                                      |                                                                                      |                                                                                      |                                                                                      |  |                   |                                                                                |                                                                                |                                                                                |                                                                                |  |                    |                                                |                                                |  |
|  | Ajax                                                                             | 3                                                                                | 1                                                                                | 4                                                                                |   |                   |                                                                                      |                                                                                      |                                                                                      |                                                                                      |  |                   |                                                                                |                                                                                |                                                                                |                                                                                |  |                    |                                                |                                                |  |
|  | Ajax                                                                             | 3                                                                                | 1                                                                                | 4                                                                                |   | Ajax              | 2                                                                                    | 0                                                                                    | 2                                                                                    |                                                                                      |  |                   |                                                                                |                                                                                |                                                                                |                                                                                |  |                    |                                                |                                                |  |
|  |                                                                                  |                                                                                  |                                                                                  |                                                                                  |   | Ajax              | 2                                                                                    | 0                                                                                    | 2                                                                                    |                                                                                      |  |                   |                                                                                |                                                                                |                                                                                |                                                                                |  |                    |                                                |                                                |  |
|  |                                                                                  |                                                                                  | Vasas                                                                            | 2                                                                                | 4 | 6                 |                                                                                      |                                                                                      |                                                                                      |                                                                                      |  |                   |                                                                                |                                                                                |                                                                                |                                                                                |  |                    |                                                |                                                |  |
|  | Young Boys                                                                       | 1                                                                                | Vasas                                                                            | 2                                                                                | 4 | 6                 | 1                                                                                    | 2                                                                                    |                                                                                      |                                                                                      |  |                   |                                                                                |                                                                                |                                                                                |                                                                                |  |                    |                                                |                                                |  |
|  | Young Boys                                                                       | 1                                                                                |                                                                                  |                                                                                  |   |                   |                                                                                      |                                                                                      |                                                                                      |                                                                                      |  |                   |                                                                                |                                                                                |                                                                                |                                                                                |  |                    |                                                |                                                |  |
|  | Vasas                                                                            | 1                                                                                | 2                                                                                | 3                                                                                |   |                   |                                                                                      |                                                                                      |                                                                                      |                                                                                      |  |                   |                                                                                |                                                                                |                                                                                |                                                                                |  |                    |                                                |                                                |  |
|  | Vasas                                                                            | 1                                                                                | 2                                                                                | 3                                                                                |   |                   |                                                                                      |                                                                                      |                                                                                      |                                                                                      |  |                   |                                                                                |                                                                                |                                                                                |                                                                                |  | Real Madrid (t.s.) | 3                                              |                                                |  |
|  |                                                                                  |                                                                                  |                                                                                  |                                                                                  |   |                   |                                                                                      |                                                                                      |                                                                                      |                                                                                      |  |                   |                                                                                |                                                                                |                                                                                |                                                                                |  | Real Madrid (t.s.) | 3                                              |                                                |  |
|  |                                                                                  |                                                                                  | Milan                                                                            | 2                                                                                |   |                   |                                                                                      |                                                                                      |                                                                                      |                                                                                      |  |                   |                                                                                |                                                                                |                                                                                |                                                                                |  |                    |                                                |                                                |  |
|  | Manchester United                                                                | 3                                                                                | Milan                                                                            | 2                                                                                | 0 | 3                 |                                                                                      |                                                                                      |                                                                                      |                                                                                      |  |                   |                                                                                |                                                                                |                                                                                |                                                                                |  |                    |                                                |                                                |  |
|  | Manchester United                                                                | 3                                                                                |                                                                                  |                                                                                  |   |                   |                                                                                      |                                                                                      |                                                                                      |                                                                                      |  |                   |                                                                                |                                                                                |                                                                                |                                                                                |  |                    |                                                |                                                |  |
|  | Dukla Praga                                                                      | 0                                                                                | 1                                                                                | 1                                                                                |   |                   |                                                                                      |                                                                                      |                                                                                      |                                                                                      |  |                   |                                                                                |                                                                                |                                                                                |                                                                                |  |                    |                                                |                                                |  |
|  | Dukla Praga                                                                      | 0                                                                                | 1                                                                                | 1                                                                                |   | Manchester United | 2                                                                                    | 3                                                                                    | 5                                                                                    |                                                                                      |  |                   |                                                                                |                                                                                |                                                                                |                                                                                |  |                    |                                                |                                                |  |
|  |                                                                                  |                                                                                  |                                                                                  |                                                                                  |   | Manchester United | 2                                                                                    | 3                                                                                    | 5                                                                                    |                                                                                      |  |                   |                                                                                |                                                                                |                                                                                |                                                                                |  |                    |                                                |                                                |  |
|  |                                                                                  |                                                                                  | Estrella Roja                                                                    | 1                                                                                | 3 | 4                 |                                                                                      |                                                                                      |                                                                                      |                                                                                      |  |                   |                                                                                |                                                                                |                                                                                |                                                                                |  |                    |                                                |                                                |  |
|  | Norrköping                                                                       | 2                                                                                | Estrella Roja                                                                    | 1                                                                                | 3 | 4                 | 1                                                                                    | 3                                                                                    |                                                                                      |                                                                                      |  |                   |                                                                                |                                                                                |                                                                                |                                                                                |  |                    |                                                |                                                |  |
|  | Norrköping                                                                       | 2                                                                                |                                                                                  |                                                                                  |   |                   |                                                                                      |                                                                                      |                                                                                      |                                                                                      |  |                   |                                                                                |                                                                                |                                                                                |                                                                                |  |                    |                                                |                                                |  |
|  | Estrella Roja                                                                    | 2                                                                                | 2                                                                                | 4                                                                                |   |                   |                                                                                      |                                                                                      |                                                                                      |                                                                                      |  |                   |                                                                                |                                                                                |                                                                                |                                                                                |  |                    |                                                |                                                |  |
|  | Estrella Roja                                                                    | 2                                                                                | 2                                                                                | 4                                                                                |   |                   |                                                                                      |                                                                                      |                                                                                      |                                                                                      |  | Manchester United | 2                                                                              | 0                                                                              | 2                                                                              |                                                                                |  |                    |                                                |                                                |  |
|  |                                                                                  |                                                                                  |                                                                                  |                                                                                  |   |                   |                                                                                      |                                                                                      |                                                                                      |                                                                                      |  | Manchester United | 2                                                                              | 0                                                                              | 2                                                                              |                                                                                |  |                    |                                                |                                                |  |
|  |                                                                                  |                                                                                  | Milan                                                                            | 1                                                                                | 4 | 5                 |                                                                                      |                                                                                      |                                                                                      |                                                                                      |  |                   |                                                                                |                                                                                |                                                                                |                                                                                |  |                    |                                                |                                                |  |
|  | Bor. Dortmund                                                                    | 3                                                                                | Milan                                                                            | 1                                                                                | 4 | 5                 | 2                                                                                    | 5                                                                                    |                                                                                      |                                                                                      |  |                   |                                                                                |                                                                                |                                                                                |                                                                                |  |                    |                                                |                                                |  |
|  | Bor. Dortmund                                                                    | 3                                                                                |                                                                                  |                                                                                  |   |                   |                                                                                      |                                                                                      |                                                                                      |                                                                                      |  |                   |                                                                                |                                                                                |                                                                                |                                                                                |  |                    |                                                |                                                |  |
|  | CCA Bucarest                                                                     | 1                                                                                | 4                                                                                | 5                                                                                |   |                   |                                                                                      |                                                                                      |                                                                                      |                                                                                      |  |                   |                                                                                |                                                                                |                                                                                |                                                                                |  |                    |                                                |                                                |  |
|  | CCA Bucarest                                                                     | 1                                                                                | 4                                                                                | 5                                                                                |   | Borussia Dortmund | 1                                                                                    | 1                                                                                    | 2                                                                                    |                                                                                      |  |                   |                                                                                |                                                                                |                                                                                |                                                                                |  |                    |                                                |                                                |  |
|  |                                                                                  |                                                                                  |                                                                                  |                                                                                  |   | Borussia Dortmund | 1                                                                                    | 1                                                                                    | 2                                                                                    |                                                                                      |  |                   |                                                                                |                                                                                |                                                                                |                                                                                |  |                    |                                                |                                                |  |
|  |                                                                                  |                                                                                  | Milan                                                                            | 1                                                                                | 4 | 5                 |                                                                                      |                                                                                      |                                                                                      |                                                                                      |  |                   |                                                                                |                                                                                |                                                                                |                                                                                |  |                    |                                                |                                                |  |
|  | Rangers                                                                          | 1                                                                                | Milan                                                                            | 1                                                                                | 4 | 5                 | 0                                                                                    | 1                                                                                    |                                                                                      |                                                                                      |  |                   |                                                                                |                                                                                |                                                                                |                                                                                |  |                    |                                                |                                                |  |
|  | Rangers                                                                          | 1                                                                                |                                                                                  |                                                                                  |   |                   |                                                                                      |                                                                                      |                                                                                      |                                                                                      |  |                   |                                                                                |                                                                                |                                                                                |                                                                                |  |                    |                                                |                                                |  |
|  | Milan                                                                            | 4                                                                                | 2                                                                                | 6                                                                                |   |                   |                                                                                      |                                                                                      |                                                                                      |                                                                                      |  |                   |                                                                                |                                                                                |                                                                                |                                                                                |  |                    |                                                |                                                |  |
|  | Milan                                                                            | 4                                                                                | 2                                                                                | 6                                                                                |   |                   |                                                                                      |                                                                                      |                                                                                      |                                                                                      |  |                   |                                                                                |                                                                                |                                                                                |                                                                                |  |                    |                                                |                                                |  |
|  |                                                                                  |                                                                                  |                                                                                  |                                                                                  |   |                   |                                                                                      |                                                                                      |                                                                                      |                                                                                      |  |                   |                                                                                |                                                                                |                                                                                |                                                                                |  |                    |                                                |                                                |  |

### Octavos de final
El 9 de octubre de 1957 se realizó el sorteo de la ronda preliminar en Madrid y se estableció como fecha límite el 30 de noviembre para la finalización de las eliminatorias.

### Cuartos de final
El 4 de diciembre de 1957 se realizó el sorteo de la ronda preliminar en París.

### Semifinales
El 1 de marzo de 1958 se realizó el sorteo de la ronda preliminar en Bruselas.

## Final
| 1     | POR   | Juan Alonso        |  |
| 2     | DEF   | Ángel Atienza      |  |
| 3     | DEF   | José Santamaría    |  |
| 4     | DEF   | Rafael Lesmes      |  |
| 5     | MED   | Juan Santisteban   |  |
| 6     | MED   | José María Zárraga |  |
| 7     | DEL   | Raymond Kopa       |  |
| 8     | DEL   | Joseíto Iglesias   |  |
| 9     | DEL   | Alfredo Di Stéfano |  |
| 10    | DEL   | Héctor Rial        |  |
| 11    | DEL   | Paco Gento         |  |
| D. T. | D. T. | Luis Carniglia     |  |

| 1     | POR   | Narciso Soldan          |  |
| 2     | DEF   | Alfio Fontana           |  |
| 3     | DEF   | Cesare Maldini          |  |
| 4     | DEF   | Eros Beraldo            |  |
| 5     | MED   | Mario Bergamaschi       |  |
| 6     | MED   | Luigi Radice            |  |
| 7     | DEL   | Giancarlo Danova        |  |
| 8     | DEL   | Nils Liedholm           |  |
| 9     | DEL   | Juan Alberto Schiaffino |  |
| 10    | DEL   | Ernesto Grillo          |  |
| 11    | DEL   | Ernesto Cucchiaroni     |  |
| D. T. | D. T. | Gipo Viani              |  |

| 74' · 79' · 107' | Alfredo Di Stéfano Héctor Rial Paco Gento | 1:1 2:2 3:2 |

| 0:1 1:2 | Juan Alberto Schiaffino Ernesto Grillo | 59' · 78' |

| Principal | Albert Alsteen |

| 1     | POR   | Juan Alonso        |  |
| 2     | DEF   | Ángel Atienza      |  |
| 3     | DEF   | José Santamaría    |  |
| 4     | DEF   | Rafael Lesmes      |  |
| 5     | MED   | Juan Santisteban   |  |
| 6     | MED   | José María Zárraga |  |
| 7     | DEL   | Raymond Kopa       |  |
| 8     | DEL   | Joseíto Iglesias   |  |
| 9     | DEL   | Alfredo Di Stéfano |  |
| 10    | DEL   | Héctor Rial        |  |
| 11    | DEL   | Paco Gento         |  |
| D. T. | D. T. | Luis Carniglia     |  |

| 1     | POR   | Narciso Soldan          |  |
| 2     | DEF   | Alfio Fontana           |  |
| 3     | DEF   | Cesare Maldini          |  |
| 4     | DEF   | Eros Beraldo            |  |
| 5     | MED   | Mario Bergamaschi       |  |
| 6     | MED   | Luigi Radice            |  |
| 7     | DEL   | Giancarlo Danova        |  |
| 8     | DEL   | Nils Liedholm           |  |
| 9     | DEL   | Juan Alberto Schiaffino |  |
| 10    | DEL   | Ernesto Grillo          |  |
| 11    | DEL   | Ernesto Cucchiaroni     |  |
| D. T. | D. T. | Gipo Viani              |  |

| 74' · 79' · 107' | Alfredo Di Stéfano Héctor Rial Paco Gento | 1:1 2:2 3:2 |

| 0:1 1:2 | Juan Alberto Schiaffino Ernesto Grillo | 59' · 78' |

| Principal | Albert Alsteen |

| 1     | POR   | Juan Alonso        |  |
| 2     | DEF   | Ángel Atienza      |  |
| 3     | DEF   | José Santamaría    |  |
| 4     | DEF   | Rafael Lesmes      |  |
| 5     | MED   | Juan Santisteban   |  |
| 6     | MED   | José María Zárraga |  |
| 7     | DEL   | Raymond Kopa       |  |
| 8     | DEL   | Joseíto Iglesias   |  |
| 9     | DEL   | Alfredo Di Stéfano |  |
| 10    | DEL   | Héctor Rial        |  |
| 11    | DEL   | Paco Gento         |  |
| D. T. | D. T. | Luis Carniglia     |  |

| 1     | POR   | Narciso Soldan          |  |
| 2     | DEF   | Alfio Fontana           |  |
| 3     | DEF   | Cesare Maldini          |  |
| 4     | DEF   | Eros Beraldo            |  |
| 5     | MED   | Mario Bergamaschi       |  |
| 6     | MED   | Luigi Radice            |  |
| 7     | DEL   | Giancarlo Danova        |  |
| 8     | DEL   | Nils Liedholm           |  |
| 9     | DEL   | Juan Alberto Schiaffino |  |
| 10    | DEL   | Ernesto Grillo          |  |
| 11    | DEL   | Ernesto Cucchiaroni     |  |
| D. T. | D. T. | Gipo Viani              |  |

| 74' · 79' · 107' | Alfredo Di Stéfano Héctor Rial Paco Gento | 1:1 2:2 3:2 |

| 0:1 1:2 | Juan Alberto Schiaffino Ernesto Grillo | 59' · 78' |

| Principal | Albert Alsteen |

| 1     | POR   | Juan Alonso        |  |
| 2     | DEF   | Ángel Atienza      |  |
| 3     | DEF   | José Santamaría    |  |
| 4     | DEF   | Rafael Lesmes      |  |
| 5     | MED   | Juan Santisteban   |  |
| 6     | MED   | José María Zárraga |  |
| 7     | DEL   | Raymond Kopa       |  |
| 8     | DEL   | Joseíto Iglesias   |  |
| 9     | DEL   | Alfredo Di Stéfano |  |
| 10    | DEL   | Héctor Rial        |  |
| 11    | DEL   | Paco Gento         |  |
| D. T. | D. T. | Luis Carniglia     |  |

| 1     | POR   | Narciso Soldan          |  |
| 2     | DEF   | Alfio Fontana           |  |
| 3     | DEF   | Cesare Maldini          |  |
| 4     | DEF   | Eros Beraldo            |  |
| 5     | MED   | Mario Bergamaschi       |  |
| 6     | MED   | Luigi Radice            |  |
| 7     | DEL   | Giancarlo Danova        |  |
| 8     | DEL   | Nils Liedholm           |  |
| 9     | DEL   | Juan Alberto Schiaffino |  |
| 10    | DEL   | Ernesto Grillo          |  |
| 11    | DEL   | Ernesto Cucchiaroni     |  |
| D. T. | D. T. | Gipo Viani              |  |

| 74' · 79' · 107' | Alfredo Di Stéfano Héctor Rial Paco Gento | 1:1 2:2 3:2 |

| 0:1 1:2 | Juan Alberto Schiaffino Ernesto Grillo | 59' · 78' |

| Principal | Albert Alsteen |

|                                       |
|                                       |
| Campeón Real Madrid C. F. 3.er título |

## Estadísticas

### Máximos goleadores
Tabla de máximos goleadores de la Copa de Europa 1957–58:
| # | Jugador                 | Club                    | Goles |
| - | ----------------------- | ----------------------- | ----- |
| 1 | Alfredo Di Stéfano      | Real Madrid C. F.       | 10    |
| 2 | Lajos Csordás           | Vasas S. C.             | 5     |
| 3 | Dezső Bundzsák          | Vasas S. C.             | 4     |
| 3 | Ernesto Grillo          | A. C. Milan             | 4     |
| 3 | Juan Alberto Schiaffino | A. C. Milan             | 4     |
| 3 | Héctor Rial             | Real Madrid C. F.       | 4     |
| 7 | Bora Kostić             | Estrella Roja           | 3     |
| 7 | Bobby Charlton          | Manchester United F. C. | 3     |
| 7 | Wolfgang Peters         | Borussia Dortmund       | 3     |
| 7 | Carlo Galli             | A. C. Milan             | 3     |
| 7 | Pieter Ouderland        | Ajax                    | 3     |
| 7 | Ramón Marsal            | Real Madrid C. F.       | 3     |
| 7 | Paco Gento              | Real Madrid C. F.       | 3     |
| 7 | Raymond Kopa            | Real Madrid C. F.       | 3     |

| # | Jugador                 | Club              | Goles |
| - | ----------------------- | ----------------- | ----- |
| 1 | Alfredo Di Stéfano      | Real Madrid       | 10    |
| 2 | Bora Kostić             | Estrella Roja     | 9     |
| 3 | Lajos Csordás           | Vasas             | 8     |
| 4 | Dezső Bundzsák          | Vasas             | 6     |
| 4 | Ernesto Grillo          | Milan             | 6     |
| 6 | Gastone Bean            | Milan             | 5     |
| 6 | Juan Alberto Schiaffino | Milan             | 5     |
| 8 | Jovan Cokić             | Estrella Roja     | 4     |
| 8 | Héctor Rial             | Real Madrid       | 4     |
| 8 | Dennis Viollet          | Manchester United | 4     |